# Раґнгільд Мовінкель
Раґнгільд Мовінкель (норв. Ragnhild Mowinckel) — норвезька гірськолижниця, олімпійська медалістка. 
Першу срібну олімпійську медаль Мовінкль здобула на Пхьончханській олімпіаді 2018 року в гігантському слаломі, а другу — в швидкісному спуску.  

## Результати кубка світу

### Подіуми
Усього: 2 (1 у гіганському слаломі , 1 у супергіганті)
| Сезон | Дата           | Гора                 | Дисциліна               | Місце |
| ----- | -------------- | -------------------- | ----------------------- | ----- |
| 2018  | 16 грудня 2017 | Валь-д'Ізер, Франція | супергігантський слалом | 3-є   |
| 2018  | 23 січня 2018  | Кронпляц, Італія     | гігантський слалом      | 2-е   |

## Виноски
1. ↑  https://www.teamnor.no/profiler/alpint/ragnhild-mowinckel/
2. ↑  Women's giant slalom results